# Socoura
Socoura is een gemeente (commune) in de regio Mopti in Mali. De gemeente telt 37.000 inwoners (2009).